# Campeonato Paulista Série B3
De Campeonato Paulista série B3 was het zesde niveau van het staatskampioenschap voetbal van São Paulo. De competitie werd in 2001 opgericht en na drie seizoenen weer afgevoerd. 

## Overzicht kampioenen
- 2001 -  Corinthians B
- 2002 -  Jabaquara
- 2003 -  Força

## Eeuwige ranglijst
| Club                    | Stad                     | /3 | Periode (2001-2003) |
| ----------------------- | ------------------------ | -- | ------------------- |
| Ranchariense            | Rancharia                | 3  | 2001-2003           |
| Ginásio Pinhalense      | Espírito Santo do Pinhal | 3  | 2001-2003           |
| Jacareí                 | Jacareí                  | 3  | 2001-2003           |
| Tanabi                  | Tanabi                   | 3  | 2001-2003           |
| Itararé                 | Itararé                  | 2  | 2001-2002           |
| Santacruzense           | Santa Cruz do Rio Pardo  | 2  | 2002-2003           |
| Águas de Lindóia        | Águas de Lindóia         | 2  | 2001-2002           |
| Paulistano de São Roque | São Roque                | 2  | 2001-2002           |
| Comercial de Tietê      | Tietê                    | 2  | 2001-2002           |
| Gazeta de Ourinhos      | Ourinhos                 | 2  | 2001-2002           |
| Itapetininga            | Itapetininga             | 2  | 2002-2003           |
| Grêmio Barueri          | Barueri                  | 2  | 2001-2002           |
| Prudentino              | Presidente Prudente      | 2  | 2001, 2003          |
| São Vicente             | São Vicente              | 2  | 2002-2003           |
| SEV                     | Hortolândia              | 2  | 2002-2003           |
| Serra Negra             | Serra Negra              | 2  | 2001-2002           |
| Ponte Preta Sumaré      | Campinas                 | 1  | 2001                |
| Amparo                  | Amparo                   | 1  | 2001                |
| Andradina               | Andradina                | 1  | 2001                |
| Assisense               | Assis                    | 1  | 2003                |
| Catanduvense            | Catanduva                | 1  | 2001                |
| Guaçuano                | Mogi-Guaçu               | 1  | 2001                |
| Joseense                | São José dos Campos      | 1  | 2001                |
| Montenegro              | Paranapanema             | 1  | 2001                |
| Pirassununguense        | Pirassununga             | 1  | 2001                |
| Taboão da Serra         | Taboão da Serra          | 1  | 2003                |
| União Iracemapolense    | Iracemápolis             | 1  | 2001                |
| Campinas                | Campinas                 | 1  | 2002                |
| Paulista                | Caieiras                 | 1  | 2001                |
| Elosport                | Capão Bonito             | 1  | 2001                |
| Força                   | Caieiras                 | 1  | 2003                |
| Osan                    | Indaiatuba               | 1  | 2001                |
| Jabaquara               | Santos                   | 1  | 2002                |
| Osasco                  | Osasco                   | 1  | 2002                |
| União do Vale           | Juquiá                   | 1  | 2001                |
| Portuguesa B            | São Paulo                | 1  | 2002                |
| Corinthians B           | São Paulo                | 1  | 2001                |
| União Suzano            | Suzano                   | 1  | 2001                |
| VOCEM                   | Assis                    | 1  | 2001                |